# 茅坪 (香港)
茅坪是香港新界西貢區與沙田區之間的一個地方，位處於馬鞍山郊野公園之內，梅子林的東南、昂平的西南、打瀉油坳的東北。

## 茅坪古徑
香港學者葉德平博士還原了茅坪古徑。（葉德平：〈迴環聳翠多奇景 — 茅坪古徑紙上遊〉 （页面存档备份，存于））這條路線來自《圍名歌》的一小段詩文:「梅子林間再一行，遊遊不覺到茅坪，迴環聳翠多奇景，黃竹山高不必驚，石壟仔是定行蹤，直上昂坪捉地龍，回首馬鞍山頂望，居然人在廣寒宮。」這裏點出了5條村，包括梅子林、茅坪、黃竹山、石壟仔及昂坪，昔年村民進出，主要靠茅坪古道。由沙田梅子林路出發，路過梅子林村路口，進入古道，途經茅坪新屋、黃竹山村路口、石壟仔村路口、昂坪村及昂坪高原，終點在馬鞍山村。5條村昔日都有不少人聚居，但到了今天，除了有馬路到達的梅子林村，全都荒廢。政府上世紀60年代興建萬宜水庫，將新界東面的雨水收集引入水塘，令世代務農的村民無水可耕，生活越趨艱難，加上這些村落位於山裏，交通不便，村民都陸續搬往北港坳附近地方，故現時有石壟仔新村、茅坪新村等。而供5村子弟就讀、位於茅坪坳的聯達五鄉公立學校亦關門大吉。唯一尚存的是村中祠堂，離去的村民仍有按時致祭。（客家《圍名歌》記載香江百年情 （页面存档备份，存于））
茅坪於1979年2月16日被劃定為具特殊科學價值地點，面積3.7公頃，其特色是有大量克氏茶，也有福氏臭椿（常綠臭椿）和鳳仙花等較罕見植物。